# Xinfu, Fushun
Xinfu är ett stadsdistrikt i Fushun i Liaoning-provinsen i nordöstra Kina.